# 孟優光面介
孟優光面介（学名：Xestoleberis monyui）为光面介科光面介屬下的一个种。